# Metaegle pallida
Metaegle pallida là một loài bướm đêm trong họ Noctuidae.